# 比爾卡 (拉多梅什利區)
50°31′10″N 29°27′30″E / 50.51944°N 29.45833°E
比爾卡（烏克蘭語：Білка）是烏克蘭北部的村莊，隸屬日托米爾州的日托米爾區。該村處於比爾卡河畔，面積0.341平方公里，海拔高度143米，2001年人口114。